# David Quezada
David Quezada (Lima, Provincia de Lima, Perú, 12 de enero de 1989) es un futbolista peruano. Juega de defensa y su equipo actual es Amazon Callao de la Liga 3 de Perú. Tiene 36 años.

## Trayectoria
Quezada fue formado en las divisiones menores del Academia Deportiva Cantolao. En 2017 fue adquirido por Academia Cantolao proveniente del club DIM.

## Clubes
| Club                     | País | Año         |
| ------------------------ | ---- | ----------- |
| Atlético Chalaco         | Perú | 2008        |
| Inti Gas                 | Perú | 2010        |
| DIM                      | Perú | 2011        |
| San Lorenzo de Porococha | Perú | 2011        |
| Pacífico                 | Perú | 2011        |
| DIM                      | Perú | 2012 - 2016 |
| Academia Cantolao        | Perú | 2017        |
| Universitario UTEA       | Perú | 2017        |
| DIM                      | Perú | 2019        |
| AFE Cosmos               | Perú | 2020        |
| DIM                      | Perú | 2021 - 2023 |
| Amazon Callao            | Perú | 2024 -      |